# Kościół Imienia Najświętszej Maryi Panny w Szydłowcu Śląskim
Kościół Imienia Najświętszej Maryi Panny – kościół filialny położony w Szydłowcu Śląskim. Świątynia należy do parafii Wniebowzięcia Najświętszej Maryi Panny w Niemodlinie, w Dekanacie Niemodlin diecezji opolskiej.
8 maja 1964 roku, pod numerem 853/64, kościół został wpisany do rejestru zabytków województwa opolskiego.

## Historia
Kościół wzmiankowany był już w 1335 roku, w rejestrze dziesięcin nuncjusza Galharda de Carceribus. 
Wraz z przejęciem Szydłowca przez rodzinę Pücklerów w 1537 roku, dotychczasowy kościół przeszedł w ich posiadanie i pozostał w ich majątku do 1945 roku.
Obecny kościół zbudowany został w latach 1616-1617 jako świątynia protestancka, w miejscu rozebranego drewnianego kościółka katolickiego. Ufundowany został przez właścicieli Szydłowca Hansa Pücklera z Grodźca (Pückler von Groditz) i jego żonę Helenę z domu Sedlnitzky von Choltitz.
Kościół został wzniesiony przez włoskiego mistrza murarskiego Antonio Rusco z Offen Mimo jego pochodzenia, budowla nie wykazuje cech włoskiego renesansu, lecz wpisuje się w typowy dla Śląska  nurt architektury sakralnej początku XVII wieku.
W 2018 roku zakończyły się prace konserwatorskie, które trwały kilka lat i obejmowały gruntowną renowację obiektu.

## Architektura
W kościele zachowało się pierwotne, manierystyczne wyposażenie: 
- ołtarz główny,
- krucyfiks,
- ambona,
- chrzcielnica,

które są dziełem artystów z Nysy, rzeźbiarza - Hermana Fischera i malarza polichromii – Caspra Wincklera, ustawione symetrycznie w prezbiterium. Sprzęty te, o formie inspirowanej pośrednio sztuką Saksonii, tworzą tzw. liturgiczny trójdźwięk luterańskiego kościoła, odpowiadający dwóm zachowanym przez zwolenników Lutra sakramentom (ołtarza i chrztu) oraz randze Słowa Bożego.
W świątyni podziwiać można również zachowaną tablicę erekcyjną, epitafia dzieci Hansa Pucklera, płytę nagrobną rycerza z rodu von Pückler oraz epitafium Heleny von Pückler.